# Sinus Successus
Sinus Successus ("Medgangens Bugt") er et sinus (bugt) på Månens forside beliggende på den østlige kant af Mare Fecunditatis ("Frugtbarhedens Hav"). Den har en diameter på 132 km. På dens østlige kant findes krateret Condon, og mod syd findes krateret Webb.
Lige nord for sinusset findes det sted, hvor de sovjetiske Luna 18 og 20 landede i begyndelsen af 1970'erne.